# 高齢者住宅財団
一般財団法人高齢者住宅財団（こうれいしゃじゅうたくざいだん、英語表記：Foundation for Senior Citizens' Housing ）は、高齢者住宅に関わる住宅・生活関連サービス、まちづくりの調査研究、家賃債務保証サービス、情報提供や人材育成等を行う団体。

## 概要
本部　東京都千代田区
設立　1993年3月
会長　加藤　利男（2021年6月～）

## 事業
1. 調査研究　:  国や地方公共団体の施策立案の支援、各種住宅計画策定支援
2. 人材育成　:  高齢者向け住宅の関連事業者、地方公共団体の住宅・福祉担当者、生活援助員（LSA） 等
3. 情報提供　:  高齢者向け住宅や安心居住支援制度に関する情報提供、機関誌の発行、専門図書などの刊行　等
4. 債務保証　:  家賃債務保証、高齢者向け返済特例制度　等
5. 高齢者向け住宅等の管理運営